# Saint-Laurent-la-Vallée
Saint-Laurent-la-Vallée (okzitanisch: Sent Laurenç de Valech) ist eine französische Gemeinde mit 235 Einwohnern (Stand: 1. Januar 2022) im Département Dordogne in der Region Nouvelle-Aquitaine (vor 2016 Aquitaine). Sie gehört zum Arrondissement Sarlat-la-Canéda und zum Kanton Vallée Dordogne.

## Geografie
Saint-Laurent-la-Vallée liegt etwa 43 Kilometer ostsüdöstlich von Bergerac. 
Nachbargemeinden sind Castelnaud-la-Chapelle im Norden, Saint-Cybranet im Nordosten, Daglan im Osten, Saint-Pompont im Südosten und Süden, Doissat im Süden und Südwesten sowie Grives im Westen und Nordwesten.

## Bevölkerungsentwicklung
| Jahr                       | 1962 | 1968 | 1975 | 1982 | 1990 | 1999 | 2006 | 2019 |
| -------------------------- | ---- | ---- | ---- | ---- | ---- | ---- | ---- | ---- |
| Einwohner                  | 344  | 316  | 280  | 238  | 258  | 270  | 258  | 236  |
| Quellen: Cassini und INSEE |      |      |      |      |      |      |      |      |

## Sehenswürdigkeiten
- Megalith Peyre-Longue
- Kirche Saint-Laurent aus dem 12. Jahrhundert, seit 1970 Monument historique

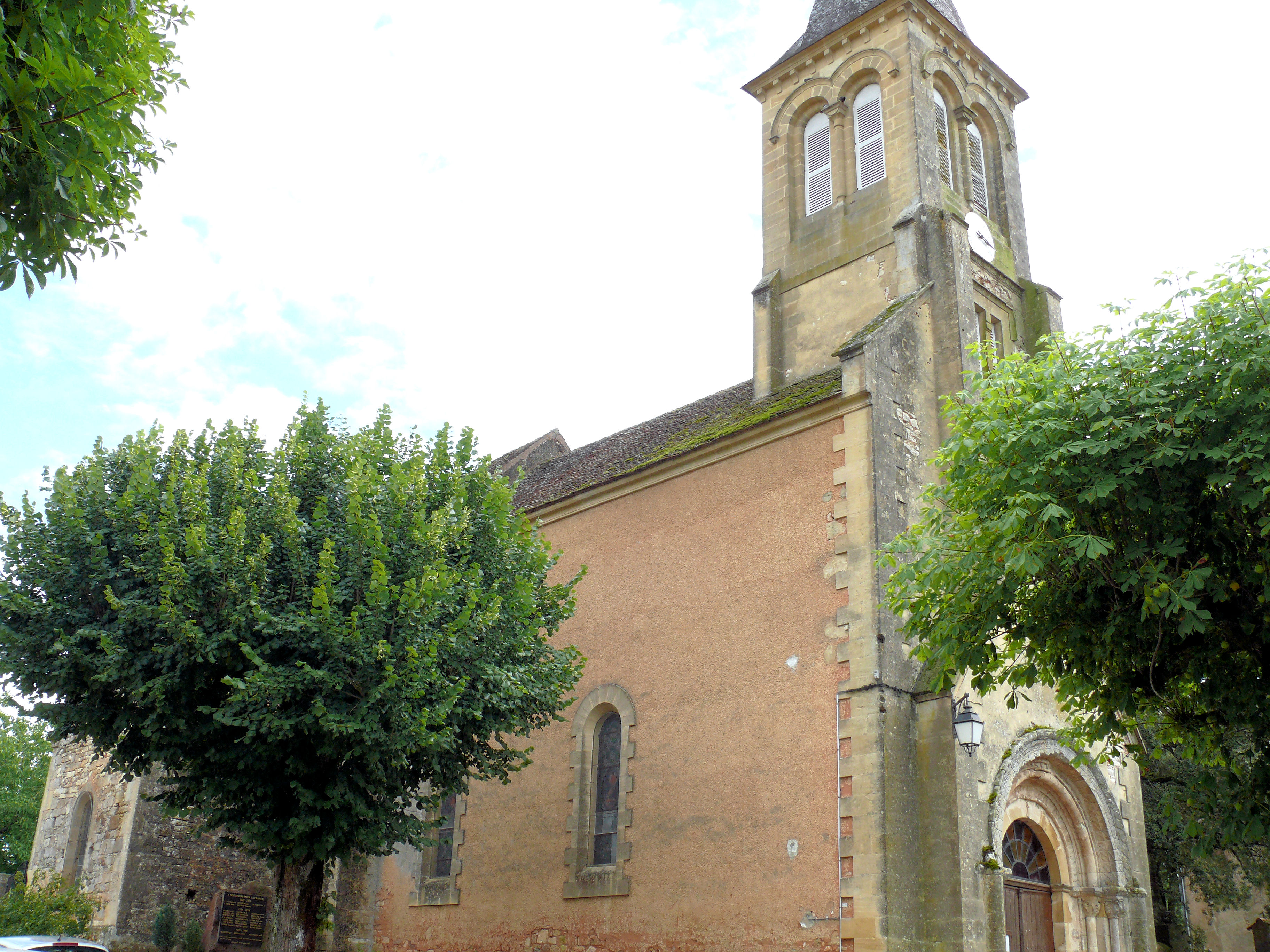
Kirche Saint-Laurent

- Englischer Turm